# 蒂姆·麦基
亚历山大·蒂莫西·麦基（英語：Alexander Timothy McKee，1953年3月14日—），一般称作蒂姆·麦基（Tim McKee），是一位美国退役游泳运动员，擅长个人混合泳和仰泳。麦基曾六次创造全美纪录，参加两届奥运会获得三枚银牌。他在1972年慕尼黑奥运会400米个人混合泳比赛中与冠军成绩仅相差千分之二秒，创造了奥运会游泳比赛历史上冠亚军之间最小的成绩差距。这一成绩最终促使国际泳联修改了国际游泳比赛中的计时规则。麦基出生于游泳世家，曾效力于佛罗里达大学校队。退役之后，他长期在迈阿密海滩做救生员，还多次参加横渡美国基金会慈善活动，为癌症研究募捐。麦基曾先后入选佛罗里达大学运动员名人堂和國際游泳名人堂。

## 早年生活和家庭
亚历山大·蒂莫西·麦基于1953年3月14日在美国宾夕法尼亚州阿德莫尔出生。他在家中排行第四，另外还有八个兄弟姐妹。麦基的父亲亚历山大·麦基（Alexander McKee），人称“大艾尔”（Big Al），是一位金融业经理。大艾尔热爱游泳，在1930年代末曾是俄亥俄州立大学游泳跳水队的选手，还曾获得全美最佳业余选手的荣誉。蒂姆·麦基和兄弟姐妹自幼都在宾夕法尼亚州纽敦广场（Newtown Square）的郊区游泳俱乐部（Suburban Swim Club）训练。1962年到1968年间，他们的父亲还曾在这家俱乐部任教练。麦基家的子女都擅长游泳，每个儿子都曾获得“全美最佳业余选手”荣誉，九个孩子中有四个儿子和两个女儿还曾在全国或国际比赛中获得荣誉。

## 大学校队生涯
1971年，麦基自宾夕法尼亚州马尔文的马尔文预科学校（Malvern Preparatory School）毕业，之后进入哥哥马克（Mark）的母校佛罗里达大学学习。在校期间，麦基加入了比尔·哈兰（Bill Harlan）执教的校游泳跳水队，1972年至1974年间参加了國家大學體育協會和东南联盟的比赛。1972年，麦基还是一年级新生，就已经在國家大學體育協會游泳锦标赛中获得200码仰泳第四名。他在校队生涯中曾六次获得东南联盟个人冠军，四次获得全美最佳业余选手荣誉:79, 88。1972年，他还获东南联盟评选为联盟年度游泳运动员:96。麦基曾六次打破全美纪录，其中包括200码个人混合泳、400码个人混合泳和400码混合泳接力短池纪录，以及100码仰泳、220码仰泳和200码个人混合泳长池纪录。

## 参加国际比赛
1971年，麦基代表美国参加在哥伦比亚卡利举办的泛美运动会，在男子200米仰泳比赛中以2:07.9的成绩获得亚军。这也是麦基首次在国际比赛中获得奖牌。次年，麦基一度患上傳染性單核白血球增多症，耳内严重感染，被迫暂停训练。他在康复后获得奥运会参赛资格，入选美国国家队，参加了在德国慕尼黑举办的奥运会。在当届奥运会中，麦基参加了200米个人混合泳、400米个人混合泳和200米仰泳的比赛。他是第一位进入奥运会佛罗里达大学游泳运动员，也是该校第一位获得奥运奖牌的本科学生。
在此届奥运会400米个人混合泳比赛中，麦基落后瑞典选手古纳·拉尔森千分之二秒，获得亚军，创造了奥运会游泳比赛历史上冠亚军之间最小的成绩差距。比赛结束时，现场显示拉尔森与麦基以4:31.98的成绩同时到达终点，创造了新的奥运会纪录。按往常惯例，两人将并列获得冠军。然而裁判经过八分钟的商议后，决定使用小数点后第三位区分胜负。电子计时器确定拉尔森的成绩为4:31.981，麦基的成绩为4:31.983。裁判因此裁定拉尔森为最终的冠军，麦基为亚军。这一裁决之后引发了争议。两人之间千分之二秒的成绩差相当于人眨眼时间的十分之一，泳池边缘油漆厚度的差异、泳道长度的微小误差都足以导致这一时间差距。:151国际泳联也认为泳池长度的误差难以避免，因此在之后修改了国际比赛中的计时规则，明确规定国际游泳比赛中的成绩只计到百分之一秒，即使出现并列也不得计算千分位的成绩。这场比赛于是成为奥运会历史上唯一一次以千分位成绩决出胜负的游泳比赛。:158赛后，麦基坦承自己犯下失误，在比赛中抬头看了一眼拉尔森的位置，因此影响了最终的成绩。麦基曾在赛后试图申诉和抗议，但裁判未予受理。国际泳联修改规则后，麦基又多次提出申诉，要求裁判根据新规定重新裁决，申诉仍然被全部驳回。
麦基还参加了200米仰泳的比赛，最终以2:07.29的成绩获得第五名。在之后的200米个人混合泳比赛中，麦基再次落败于古纳·拉尔森。拉尔森以2:07.17的成绩打破了该项目的世界纪录，获得冠军；麦基以2:08.37的成绩收获银牌。
麦基大三时退出了佛罗里达大学校队，全力备战1976年蒙特利尔奥运会。他在这届奥运会中再次参加了400米个人混合泳的比赛。最终，麦基以4:24.62的成绩再次获得亚军，其队友罗德·斯特拉坎以4:23.68的成绩获得冠军。斯特拉坎和麦基两人的成绩都打破了赛前的世界纪录。

## 退役之后
退役之后，麦基曾在母校佛罗里达大学游泳队做过教练，也曾从事房地产业和市场营销。之后他放弃了高薪的工作，自1982年开始在佛罗里达州迈阿密海滩当救生员。1998年，麦基和游泳运动员考特妮（Courtney）结为夫妻。他在退役之后还加入了非营利慈善组织横渡美国基金会，16次参加该组织的活动，为癌症研究筹集善款。
1987年，麦基入选佛罗里达大学运动员名人堂。1998年，他又获选进入國際游泳名人堂，成为其“荣誉游泳运动员”。

## 延伸阅读
- De George, Matthew, Duels in the Pool: Swimming's Greatest Rivalries （页面存档备份，存于）, Scarecrow Press, Inc., Lanham, Maryland, pp. 151–158 (2013).  ISBN 978-0810891753.
- Lohn, John P., The Most Memorable Moments in Olympic Swimming （页面存档备份，存于）, Rowman & Littlefield, Lanham, Maryland, pp. 31–34 (2014).  ISBN 978-1442236998.